# كارلوس كاسترو (مؤلف)
كارلوس كاسترو (بالإسبانية: Carlos Castro)‏ (1944)؛ روائي .